# 손기
손기(孫奇, ? ~ 250년)는 중국 삼국시대 오나라의 인물이다. 자는 중용(仲容)이다. 이궁의 변 때 손패를 지지했고, 이 일에 가담한 죄로 처형되었다.